# Коркове свердло

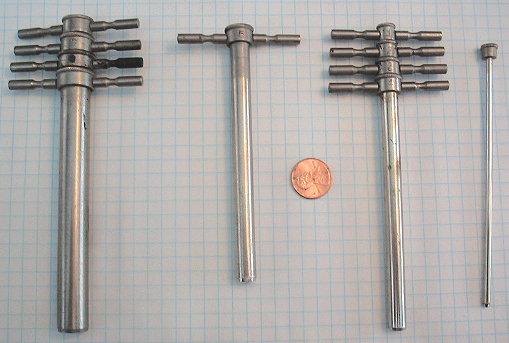
Набір коркових свердел на аркуші в клітинку. Зліва направо: вставлені один в один номери 6,7,8,9, номер 5, одноцентова монета для масштабу, номери 4,3,2,1, виштовхувач

Коркове свердло, корковий свердел (пробкове свердло, пробковий свердел) — пристрій для пророблення отворів у коркових і гумових корках для лабораторного посуду. Такі свердла випускаються зазвичай у наборах: з різним діаметром робочої частини.
Коркове свердло становить собою металеву порожнисту трубку, один кінець якої має загострені крайки, другий споряджений рукояткою-воротком. Для зручності зберігання свердла різних номерів вставляють одне в одне. До набору свердел додається виштовхувач — металевий стрижень, за допомогою якого з порожнини свердла видаляють вирізані шматочки матеріалу (гуми, корку), і свердлоточка для загострення робочих крайок.
У мікробіології коркове свердло також використовується для пророблення отворів в агаровій пластині: під час досліджень біоактивності. Схожі свердла використовують у дендрології: для виймання кернів зі стовбурів дерев, з метою дендрохронології.